# Análisis Filosófico
Análisis Filosófico – argentyńskie czasopismo filozoficzne. Jest organem drukowanym Argentyńskiego Towarzystwa filozofii analitycznej. Od chwili założenia w 1981 roku redaktorem naczelnym był Eduardo Rabossi. Czasopismo publikuje prace z dziedziny filozofii teoretycznej i praktycznej. Pismo, ukazuje się w maju i listopadzie, wydawane jest w Argentynie, ale niezależnie od tego redakcja przyjmuje artykuły autorów z innych krajów – zarówno w języku hiszpańskim, jak w języku angielskim. Opublikowane materiały są całkowicie dostępne w Internecie dzięki bibliotece elektronicznej SciELO.